# Хелминт
Хелминти е общо название на множество паразитни червеи. Това са големи (макро)паразити, възрастните форми на които обикновено могат да се видят с просто око. Много от тях са чревни червеи, които се предават от почвата и заразяват чревния тракт (например глисти и тении). Други паразитни червеи като шистозоми живеят в кръвоносните съдове. 
Понятието хелминт се отнася само за ендопаразити, докато  например пиявици и моногенеи, които са ектопаразити не се класифицират като хелминти. 
Паразитните червеи живеят и се хранят в живи гостоприемници. Те получават храна и защита, като същевременно нарушават способността на своите домакини да абсорбират хранителни вещества. Това може да причини слабост и заболяване на гостоприемника и при хората представлява глобален здравен и икономически проблем. Паразитните червеи не могат да се възпроизвеждат изцяло в тялото на своя гостоприемник, те имат жизнен цикъл, който включва някои етапи, които трябва да преминат извън приемния организъм. Хелминтите са в състояние да оцелеят в своите гостоприемници бозайници в продължение на много години поради способността им да манипулират имунния отговор чрез секретиране на имуномодулиращи продукти. Всички паразитни червеи произвеждат яйца по време на размножаването. Тези яйца имат здрава черупка, която ги предпазва от различни условия на околната среда. Следователно яйцата могат да оцелеят в околната среда в продължение на много месеци или години.  
Много от червеите, наричани хелминти, са чревни паразити. Инфекцията от хелминти е известна като хелминтиаза , хелминтна инфекция или инфекция с чревни червеи. Съществува конвенция за именуване, която се прилага за всички хелминти: окончанието "-asis" (или във ветеринарната наука: "-osis") се добавя в края на името на червея, за да обозначи инфекцията с този конкретен червей. [ необходим цитат ] Например Ascaris е името на вид хелминт, а ascariasis е името на инфекцията, причинена от този хелминт.

## Таксономия
Хелминтите са група организми, които споделят подобна форма, но не е задължително да са свързани като част от еволюцията. Терминът "хелминт" е изкуствен термин. Няма истински консенсус относно таксономията (или групите) на хелминтите, особено в рамките на нематодите. Терминът "хелминт" съдържа редица видове , много от които са напълно несвързани. Въпреки това, от практически съображения терминът в момента се използва за описание на четири вида с повърхностни прилики: Annelida (пръстеновидни или сегментирани червеи), Platyhelminthes ( плоски червеи ), Nematoda (кръгли червеи) и Acanthocephala (червеи с бодлива глава). Типът Platyhelminthes включва два класа червеи с особено медицинско значение: цестоди (тении) и трематоди (метили и кръвни метили ), в зависимост от това дали имат или не сегментирани тела. 
Може да има до 300 000 вида паразити, засягащи гръбначните и до 300, засягащи само хората. 
Хелминтите от значение в санитарната област са човешките паразити и се класифицират като Nemathelminthes (нематоди) и Platyhelminthes , в зависимост от това дали имат кръгло или сплескано тяло, съответно. 
Трихофития (дерматофитоза) всъщност се причинява от различни гъбички , а не от паразитен червей.

## Репродуктивен и жизнен цикъл
Продължителността живота на възрастните червеи варира значително от един вид до друг, но обикновено е в диапазона от 1 до 8 години (вижте следващата таблица). Този живот от няколко години е резултат от способността им да манипулират имунния отговор на своите гостоприемници чрез секретиране на имуномодулиращи продукти. 
Хелминтите могат да бъдат или хермафродитни (имат полови органи и на двата пола), като тении и метили (без кръвния метил), или имат различен пол, като кръглите червеи. [ нужен цитат ]
Всички хелминти снасят яйца (наричани още ova) за размножаване.

### Яйца
Обикновено хиляди или дори стотици хиляди яйца се произвеждат всеки път, когато женският червей отлага яйцата си - процес, наречен яйцеполагане. Има голямо разнообразие в броя на яйцата, произведени от различни видове червеи наведнъж; тя варира в диапазона от 3000 до 700 000. Честотата на отлагане на яйца от възрастен хелминт обикновено е ежедневна и може да се случи до шест пъти на ден за някои Тении. Възрастните трематоди снасят по-малък брой яйца в сравнение с цестодите или нематодите. Въпреки това, яйцето се развива в мирацидии , от които се развиват хиляди церкарии или плуващи ларви. Това означава, че едно яйце може да произведе хиляди възрастни червеи. Яйцата на хелминтите остават жизнеспособни в продължение на 1-2 месеца в културите и в продължение на много месеци в почвата, прясната вода и канализацията или дори в продължение на няколко години във фекалиите , фекалната утайка (исторически наричана нощна почва ) и отпадъчни води – период което е много по-дълго в сравнение с други микроорганизми. 
Яйцата могат да достигнат до почвата, когато замърсени отпадъчни води , утайки или човешки отпадъци се използват като тор. Такава почва често се характеризира с влажни и топли условия. Следователно рискът от използване на замърсени отпадъчни води и утайки в селскостопански полета е истински проблем, особено в бедните страни, където тази практика е широко разпространена. Яйцата на хелминти се считат за основен биологичен риск за здравето при прилагане на утайки от отпадъчни води, фекални утайки или фекални вещества върху земеделски почви. Яйцата са инфекциозният етап от жизнения цикъл на хелминтите за причиняване на заболяването хелминтиаза.
Яйцата на хелминтите са устойчиви на различни условия на околната среда поради състава на черупката на яйцата. Всеки вид яйца на хелминти има 3 до 4 слоя с различни физични и химични характеристики: 
1. 1 до 2 външни слоя са образувани от мукополизахариди и протеини ,
2. средните слоеве се състоят от хитинов материал и служат за придаване на структура и механична устойчивост на яйцата
3. вътрешният слой е съставен от липиди и протеини и е полезен за защита на яйцата от изсушаване, силна киселина и основи, окислители и редуктори, както и детергенти и протеолитични съединения.

Благодарение на тази здрава обвивка яйцата или яйцеклетките на хелминтите остават жизнеспособни в почвата, прясната вода и канализацията в продължение на много месеци. В изпражненията, фекалната утайка и утайката от отпадъчни води те дори могат да останат жизнеспособни в продължение на няколко години. Яйцата на хелминти в отпадъчните води , използвани за напояване , са с размер между 20 и 90 μm и относителна плътност от 1,06–1,23. Много е трудно да се инактивират яйцата на хелминтите, освен ако температурата не се повиши над 40 °C или влажността се намали до по-малко от 5%. Яйцата, които вече не са жизнеспособни, не произвеждат никакви ларви. В случая на Ascaris lumbricoides (гигантски кръгъл червей), който се счита за най-устойчивия и често срещан тип хелминти, оплодените яйца, отложени в почвата, са устойчиви на изсушаване, но на този етап от развитието са много чувствителни към температурите на околната среда: Възпроизвеждането на оплодената яйцеклетка в черупката на яйцето се развива при температура на околната среда около 25 °C, което е по-ниско от телесната температура на гостоприемника (т.е. 37 °C за хората). Развитието на ларвите в яйцето обаче спира при температури под 15,5 °C, а яйцата не могат да оцелеят при температури много над 38 °C. Ако температурата е около 25 °C, инфекциозността настъпва след близо 10 дни инкубация. 

### Ларви
Ларвите се излюпват от яйца, във или извън гостоприемника, в зависимост от вида на хелминта. За яйца във влажна почва при оптимална температура и нива на кислород, ембрионът се развива в инфекциозна ларва след 2 до 4 седмици, наречена "ларва от втори стадий". Веднъж погълната от гостоприемника, тази ларва има способността да излезе от яйцето, да се излюпи в тънките черва и да мигрира към различни органи. Тези инфекциозни ларви (или "инфекциозни яйца") могат да останат жизнеспособни в почвата две години или повече. 
Процесът на узряване на ларвите в гостоприемника може да отнеме от около две седмици до четири месеца, в зависимост от вида хелминти. [ нужен цитат ]
Следващата таблица показва основните морфологични и репродуктивни различия за три групи хелминти: 
|                                                       |                                                       | Tapeworms (Cestodes) | Tapeworms (Cestodes) | Flukes (Trematodes)                                                                                    | Roundworms (Nematodes) | Roundworms (Nematodes) | Roundworms (Nematodes) | Roundworms (Nematodes) |
| ----------------------------------------------------- | ----------------------------------------------------- | --- | --- | --- | --- | --- | --- | --- |
| Примери                                               | Примери                                               | Taenia solium, Taenia saginata, Hymenolepis spp., Echinococcus granulosus, Echinococcus multilocularis, Multiceps multiceps | Taenia solium, Taenia saginata, Hymenolepis spp., Echinococcus granulosus, Echinococcus multilocularis, Multiceps multiceps | Schistosoma mansoni, Schistosoma japonicum, Фасциола хепатика                                          | Ascaris spp., Enterobius, Filarioidea, Onchocerca spp., Rhabditis spp., Trichuris spp., Necator americanus, Ancylostoma spp. | Ascaris spp., Enterobius, Filarioidea, Onchocerca spp., Rhabditis spp., Trichuris spp., Necator americanus, Ancylostoma spp. | Ascaris spp., Enterobius, Filarioidea, Onchocerca spp., Rhabditis spp., Trichuris spp., Necator americanus, Ancylostoma spp. | Ascaris spp., Enterobius, Filarioidea, Onchocerca spp., Rhabditis spp., Trichuris spp., Necator americanus, Ancylostoma spp. |
| Патологични състояния, причинени при хората           | Патологични състояния, причинени при хората           | Инфекция с тения , ехинококоза , алвеоларна ехинококоза                                                                     | Инфекция с тения , ехинококоза , алвеоларна ехинококоза                                                                     | Шистозомиаза , сърбеж на плувеца                                                                       | Аскариаза , ентеробиоза (инфекция с острици, оксиуриаза) , филариаза , дракункулеза (гвинейски червей), елефантиаза , ентеробиоза (острици) , филариаза , анкилостома (включително инфекция с некаториаза и Ancylostoma duodenale ), онхоцеркоза , трихинелоза , трихуриаза (пръстеновиден червей) | Аскариаза , ентеробиоза (инфекция с острици, оксиуриаза) , филариаза , дракункулеза (гвинейски червей), елефантиаза , ентеробиоза (острици) , филариаза , анкилостома (включително инфекция с некаториаза и Ancylostoma duodenale ), онхоцеркоза , трихинелоза , трихуриаза (пръстеновиден червей) | Аскариаза , ентеробиоза (инфекция с острици, оксиуриаза) , филариаза , дракункулеза (гвинейски червей), елефантиаза , ентеробиоза (острици) , филариаза , анкилостома (включително инфекция с некаториаза и Ancylostoma duodenale ), онхоцеркоза , трихинелоза , трихуриаза (пръстеновиден червей) | Аскариаза , ентеробиоза (инфекция с острици, оксиуриаза) , филариаза , дракункулеза (гвинейски червей), елефантиаза , ентеробиоза (острици) , филариаза , анкилостома (включително инфекция с некаториаза и Ancylostoma duodenale ), онхоцеркоза , трихинелоза , трихуриаза (пръстеновиден червей) |
| Сегментирана равнина                                  | Сегментирана равнина                                  | Несегментирана равнина | Цилиндрична | Цилиндрична                                                                                            | Цилиндрична | Цилиндрична | | |
| Телесна кухина                                        | Телесна кухина                                        | Нито един | Нито един | Нито един                                                                                              | Настояще | Настояще | Настояще | Настояще |
| Покриване на тялото                                   | Покриване на тялото                                   | Тегумент | Тегумент | Тегумент                                                                                               | кутикула | кутикула | кутикула | кутикула |
| Храносмилателна тръба                                 | Храносмилателна тръба                                 | Нито един | Нито един | Завършва в цекума                                                                                      | Завършва в ануса | Завършва в ануса | Завършва в ануса | Завършва в ануса |
| Пол                                                   | Пол                                                   | Хермафродитни | Хермафродитни | Хермафродити , с изключение на шистозомите , които са двудомни                                         | Двудомни | Двудомни | Двудомни | Двудомни |
| Прикрепващи органи                                    | Прикрепващи органи                                    | Издънка или ботридия и ростела с кукички                                                                                    | Издънка или ботридия и ростела с кукички                                                                                    | Устно смукало и вентрално смукало или ацетабулум                                                       | Устни, зъби, филариформени крайници и зъбни пластини | Устни, зъби, филариформени крайници и зъбни пластини | Устни, зъби, филариформени крайници и зъбни пластини | Устни, зъби, филариформени крайници и зъбни пластини |
| Брой видове                                           | Брой видове                                           | 6000 | 6000 | Приблизително > 15 000 Регистрирани > 9 000                                                            | Приблизително > 800 000 до 1 000 000 Регистрирани > 25 000 | Приблизително > 800 000 до 1 000 000 Регистрирани > 25 000 | Приблизително > 800 000 до 1 000 000 Регистрирани > 25 000 | Приблизително > 800 000 до 1 000 000 Регистрирани > 25 000 |
| Брой видове, за които е известно, че заразяват хората | Брой видове, за които е известно, че заразяват хората | 40 | 40 | 16 | > 12 000 | > 12 000 | > 12 000 | > 12 000 |
| видове                                                | видове                                                | Hymenolepis nana | Taenia solium / Taenia saginata                                                                                             | Фасциола хепатика                                                                                      | Ascaris lumbricoides | Анкилостома | Trichuris trichiura | Toxocara spp. |
| График на етапите на жизнения цикъл                   | Образуване на ларви                                   | | Няколко дни (яйцата могат да оцелеят месеци)                                                                                | 9–15 дни                                                                                               | 18 дни до няколко седмици | 1–2 дни | 15–30 дни | |
| График на етапите на жизнения цикъл                   | Растеж на ларви                                       | | След излюпване ларвите се развиват в цистицеркоид, който може да оцелее с години в животно                                  | 5–7 седмици като церкарии при охлюви и по-дълги периоди във влажна среда като енцистирани метацеркарии | 10–14 дни | 5–10 дни (след узряване може да оцелее седмици извън гостоприемника) | 60–70 дни (от излюпване до зряло състояние) | 5–6 дни |
| График на етапите на жизнения цикъл                   | Узряване до възрастен                                 | | 2 месеца (от цистицеркоид до възрастен)                                                                                     | 3–4 месеца                                                                                             | 2–3 месеца | 2–8 седмици (може да стане латентно за месеци) | 60–70 дни (от излюпване до зряло състояние) | |
| График на етапите на жизнения цикъл                   | Продължителност на живота на възрастния червей        | 4–6 седмици | Няколко години | 8–10 години                                                                                            | 1–2 години | Няколко години | 1 година | |
| Снесени яйца на ден                                   | Снесени яйца на ден                                   | 250 000 до 700 000 | 250 000 до 700 000 | 3000 до 25 000                                                                                         | 3000 до 250 000 | 3000 до 250 000 | 3000 до 250 000 | 3000 до 250 000 |
| Отлагане на яйца                                      | Честота                                               | | до 6 пъти на ден | | дневно | дневно | дневно | |
| Отлагане на яйца                                      | Брой яйца на събитие                                  | | 50,000-100,000 | | 200 000 до 250 000 или повече | 5,000-10,000 | 3,000-20,000 | |
| Ларви на яйце                                         | Ларви на яйце                                         | 1 | 1 | 300 церкарии ( Schistosoma ) 250 000 метацеркарии ( Fasciola )                                         | 1 | 1 | 1 | 1 |

Проекти на геноми за всички категории хелминти са секвенирани през последните години и са достъпни чрез подпортала ParaSite на WormBase. 

## Употреба в медицината
Паразитните червеи са били използвани като медицинско лечение за различни заболявания, особено тези, включващи свръхактивен имунен отговор. Тъй като хората са еволюирали с паразитни червеи, поддръжниците твърдят, че те са необходими за здрава имунна система. Учените търсят връзка между превенцията и контрола на паразитните червеи и увеличаването на алергиите като сенна хрема в развитите страни. Премахването на паразитни червеи от зони е свързано с увеличаване на автоимунните разстройства в тези области. Паразитните червеи може да са в състояние да намалят имунната система на своя гостоприемник, което ги прави по-лесни да живеят в червата, без да бъдат атакувани. Това може да е един механизъм за техния предложен медицински ефект. 

Едно проучване предполага връзка между нарастващите нива на метаболитен синдром в развитите светове и до голяма степен успешните усилия на западняците да премахнат чревните паразити. Работата предполага, че еозинофилите (вид бели кръвни клетки) в мастната тъкан играят важна роля в предотвратяването на инсулинова резистентност чрез секретиране на интерлевкин 4, който от своя страна превключва макрофагите в "алтернативно активиране". Алтернативно активираните макрофаги са важни за поддържане на глюкозната хомеостаза (т.е. регулиране на кръвната захар). Хелминтната инфекция причинява повишаване на еозинофилите. В изследването авторите хранят гризачи с богата на мазнини диета, за да предизвикат метаболитен синдром, и след това им инжектират хелминти. Хелминтната инвазия подобри метаболизма на гризачите. Авторите заключават:  
Въпреки че са оскъдни в кръвта на хора в развитите страни, еозинофилите често са повишени при индивиди в селските развиващи се страни, където чревният паразитизъм е преобладаващ и метаболитният синдром е рядък. Спекулираме, че еозинофилите може да са еволюирали, за да оптимизират метаболитната хомеостаза по време на хронични инфекции от вездесъщи чревни паразити.

### Ниво на инфектиране
Яйцата на хелминтите, съдържащи се в отпадъчни води, утайки от отпадъчни води или човешки екскременти, не винаги са инфекциозни , т.е. могат да причинят заболяването хелминтиаза. Оплодените и неоплодените яйца могат да съществуват едно до друго. Неоплодените яйца се разпознават под микроскоп по удължената им форма. От тези видове яйца не могат да се излюпят ларви. Следователно неоплодените яйца не представляват опасност за човешкото здраве.

### Канализация
За да се отстранят физически (но не и да се деактивират) яйцата на хелминтите от отпадъчните води, се използват процеси, които премахват частиците, като утаяване, филтриране или коагулация-флокулация. Затова има изградени пречиствателните станции (лагуни), басейни за съхранение, изградени влажни зони , бърза филтрация или анаеробна утайка с възходящ поток (UASB).  
Яйцеклетките на хелминтите не могат да бъдат инактивирани с хлор, ултравиолетова светлина или озон (във последния случай поне не и с икономични дози, тъй като са необходими >36 mg/L озон при 1 час контактно време). [ нужен цитат ]
Инактивирането на яйцеклетки на хелминти може да се постигне при обработка на утайки на отпадъчните води където температурата се повишава над 40 °C или влажността се намалява до по-малко от 5%. Най-добри резултати могат да бъдат получени, когато и двете условия се комбинират за продължителен период от време. Подробностите за контактното време при тези условия и други свързани фактори на околната среда обикновено не са добре дефинирани за всеки вид яйчен вид хелминти. Яйцата на хелминтите се считат за силно устойчиви биологични структури.

#### Индикаторен организъм
Яйцата (или яйцеклетките) на хелминти са добър индикаторен организъм за оценка на безопасността на системите за хигиенизиране и повторна употреба, тъй като те са най-устойчивите на околната среда от всички патогени ( вируси , бактерии , протозои и хелминти) и в екстремни случаи могат да оцелеят няколко години в почвата. Следователно наличието или отсъствието на жизнеспособни яйца на хелминти („жизнеспособни“ означава, че ларва ще може да се излюпи от яйцето) в проба от изсушени фекални материи, компост или фекална утайка често се използва за оценка на ефективността на разнообразни процеси за третиране на отпадъчни води и утайки по отношение на отстраняването на патогени. По-специално, броят на жизнеспособните Ascaris често се приема като индикатор за всички яйца на хелминти в процесите на лечение, тъй като те са много разпространени в много части на света и относително лесни за идентифициране под микроскоп. Въпреки това, точните характеристики на инактивиране могат да варират за различните видове хелминтни яйца.

### Диагностика

#### Екологични проби
За целите на определяне на стандарти за лечение и законодателство за повторна употреба е важно да можете да определите количеството яйца на хелминти в проба от околната среда с известна точност. Откриването на жизнеспособни яйца на хелминти в проби от отпадъчни води, утайки или пресни изпражнения (като диагностичен инструмент за инфекциозна хелминтоза ) не е лесно. Всъщност много лаборатории в развиващите се страни нямат необходимото оборудване или квалифициран персонал, необходим за това. Важна стъпка в аналитичните методи обикновено е концентрацията на яйцата в пробата, особено в случай на проби от отпадъчни води.

#### Проби от човешки изпражнения
За медицински цели точният брой яйца на хелминти е по-малко важен и затова повечето диагнози се правят просто чрез идентифициране на външния вид на червея или яйцата в изпражненията. Поради голямото количество снесени яйца, лекарите могат да диагностицират , като използват само едно или две фекални цитонамазки. [ необходим цитат ] Техниката Kato (наричана още техника Kato-Katz) е лабораторен метод за подготовка на проби от човешки изпражнения преди търсене на яйца на паразити. Яйца на грам е лабораторен тест, който определя броя на яйцата на грам изпражнения при пациенти със съмнение за паразитологична инфекция, като шистозомиаза

## Виж същ
- Хелминтология - изследване на паразитни червеи и тяхното въздействие върху техните гостоприемници